# Planète des hommes
Planète des hommes (Human Planet) est une série documentaire en 8 épisodes de 52 minutes coproduite par la BBC, Discovery Channel et France Télévisions et diffusée à partir du 13 janvier 2011 sur BBC One. En France, la série est diffusée du 21 au 30 décembre 2011 sur France 5.

## Synopsis
Cette série fait un tour du monde dans des régions les plus inhospitalières et montre comment les hommes ont su développer et s'adapter pour vivre en harmonie avec la nature. 

## Épisodes
- Fleuves
- Arctique
- Océans
- Montagnes
- Déserts
- Plaines
- Villes
- Jungles

## Fiche technique
- Auteur : Dale Templar
- Réalisateur : Tom Hugh-John, Tuppence Stone, Mark Flowers, Nicolas Brown
- Musique : Nitin Sawhney
- Narrateur : Fabien Autin (version originale : John Hurt)
- Adaptation française : Sylicone ; Claude Valenta
- Année de production : 2010
- Sociétés de production : BBC, Discovery Channel, France Télévisions